# Java 2D
Java 2D — API для рисования двумерной графики при использовании языка программирования Java.

## Структура
Классы в Java 2D API расположены в следующих пакетах:
- java.awt Основной пакет для the Java Abstract Window Toolkit.
- java.awt.geom Стандартная библиотека Java двумерных геометрических фигур, таких как линии, эллипсы и четырёхугольники.
- java.awt.font Библиотека для манипуляций со шрифтами и символами.
- java.awt.color Библиотека для предоставления различных способов работы с цветом.
- java.awt.image Библиотека для управления графическими изображениями.
- java.awt.print Библиотека для осуществления печати на принтере.[1]

## Основные понятия
В рамках Java2D определены классы для цветов "Class Color", шрифтов "Class Font" и их параметров "Class FontMetrics". "Class
Graphics" и Graphics2D предоставляют реализации базовых алгоритмов рисования различных форм, в частности, линий, окружностей.